# Тянь гун кай у
Тянь гун кай у — китайська енциклопедія, складена Сун Інсін. Видана вперше в 1637 року за фінансування, наданого покровителем Сун Ту Шаокуєм.

## Загальна характеристика
«Тянь гун кай у» у охоплює і систематизує відомості з різних галузей культури, науки, техніки і виробництва.
«Тянь гун кай у» є добре ілюстрованою енциклопедією з трьох цзюаней (сувоїв) і 18 розділів (пянь). Вона включає 123 забезпечених пояснювальним текстом дереворізів і 33 розділів з детальним описом сільського господарства, ремесел і промислів: вирощування зерна, шовківництва, ткацтва, фарбування, видобутку солі, виробництва цукру, рослинної олії і вина, керамічного і порцелянового виробництва, обробки нефриту та металургії, виготовлення паперу і чорнила, видобутку вугілля, суднобудування тощо. Багато уваги приділено технічним досягненням, і фактичним даним про метали, солі, глини, вапняки, галуни, інші види виробничої сировини, а також усьому, що пов'язане з розвідкою, гірництвом і методами переробки корисних копалин.
Частина тексту та ілюстрацій увійшла до складу знаменитого компендіуму «Гуцзінь тушу цзічен» («Повне зібрання стародавніх і сучасних зображень і писань», 1726), але основний корпус книг пропав, можливо тому що містив опис технологій карбування монет, виробництва солі і зброї, які складали державну монополію.
«Тянь гун кай у» була популярна в Японії і Кореї, завдяки чому примірник китайського видання зберігся в токійській бібліотеці Сейкадо і в 1771 і 1825 вона вже побачила світ у Японії. Ґрунтуючись на японському виданні Еда Масухіде (1771) та інших публікаціях, бібліофіл Тао Сян (1871—1940) в 1927 випустив її в Пекіні і в 1929 перевидав з виправленнями, післямовою і біографією Сун Їнсіна, написаною відомим вченим, геологом Дін Вень-цзянь (VK Ting, 1887—1936). У КНР її опублікували в Шанхаї (1954, 1959), Цзінані (1976), Наньчані (1988), Ченду (1989), на Заході почали вивчати в XIX ст.

## Інтернет-ресурси
- Brook, Timothy. (1998). The Confusions of Pleasure: Commerce and Culture in Ming China. Berkeley: University of California Press. ISBN 0-520-22154-0
- Needham, Joseph (1986). Science and Civilization in China: Volume 4, Physics and Physical Technology, Part 2, Mechanical Engineering. Taipei: Caves Books Ltd.
- Needham, Joseph (1986). Science and Civilization in China: Volume 4, Physics and Physical Technology, Part 3, Civil Engineering and Nautics. Taipei: Caves Books Ltd.
- Needham, Joseph (1986). Science and Civilization in China: Volume 5, Chemistry and Chemical Technology, Part 7, Military Technology; the Gunpowder Epic. Taipei: Caves Books, Ltd.
- Song, Yingxing, translated with preface by E-Tu Zen Sun and Shiou-Chuan Sun (1966). T'ien-Kung K'ai-Wu: Chinese Technology in the Seventeenth Century. University Park: Pennsylvania State University Press.